# Kataja (ö i Finland, Norra Savolax)
Kataja är en ö i Finland. Den ligger i sjön Iso-Ii och Pikku-Ii och i kommunen Idensalmi i den ekonomiska regionen  Övre Savolax ekonomiska region  och landskapet Norra Savolax, i den centrala delen av landet, 400 km norr om huvudstaden Helsingfors. Öns area är 0,3 hektar och dess största längd är 70 meter i öst-västlig riktning.